# Dancin'
Dancin' est une revue musicale créée, mise en scène et chorégraphiée par Bob Fosse et produite à l'origine à Broadway en 1978.
La revue, sans intrigue et axée sur la danse, est un hommage à l'art de la danse, et la musique est une série de chansons principalement américaines, dont beaucoup ont un thème de danse, d'une grande variété de styles, de l'opérette au jazz en passant par le classique, les marches et la pop.
La production originale a reçu sept nominations aux Tony Awards en 1978, Bob Fosse remportant le prix de la meilleure chorégraphie.
Le spectacle a connu une première reprise à Broadway en 2023, sous la direction du membre original de la distribution Wayne Cilento.

## Production originale de Broadway
Après sa première représentation à Boston, Dancin' a ouvert ses portes à Broadway au Broadhurst Theatre le 27 mars 1978. La pièce fut ensuite transférée à l'Ambassador Theatre et ferma ses portes le 27 juin 1982, après 1774 représentations (avant-premières comprises). Dancin' fut une comédie musicale marquante pour les danseurs, tant sur le plan artistique que financier ; pour la première fois, l'ensemble de la troupe d'un spectacle de Broadway obtint des contrats de direction sous Equity, ce qui signifiait des salaires plus élevés. C'était un spectacle très éprouvant ; les blessures étaient fréquentes et on demandait aux danseurs de faire plus que ce qui n'avait jamais été demandé aux danseurs de Broadway.
Dancin' a été nommé pour sept prix et a remporté deux Tony Awards. Fosse a gagné pour sa chorégraphie et Jules Fisher pour sa conception d'éclairage. Fisher a déclaré que le concepteur sonore Abe Jacob aurait dû remporter un Tony Award, mais il n'y a eu aucune catégorie pour la conception sonore avant trois décennies plus tard.
Dancin' a reçu deux tournées nationales, la première du 16 avril 1979 au 18 mai 1980, et la seconde du 29 juillet 1980 au 9 octobre 1983. Dancin' a également été joué pendant une saison limitée en 1983 au Theatre Royal, Drury Lane à Westminster, Londres. Les avant-premières ont commencé le 11 novembre 1983, avec une ouverture officielle le 14 novembre 1983 et une fermeture le 28 janvier 1984. La revue fut une fois de plus dirigée par Fosse. Au moment de sa mort en 1987, on disait que Fosse travaillait sur Dancin' Too, son projet de suite à Dancin'.
Après Broadway, les tournées nationales et Londres, le spectacle n'a ni été joué ni repris car la chorégraphie est trop exigeante. Cependant, plusieurs numéros de Dancin' ont été recréés pour la revue de danse Fosse de 1999, notamment : « Crunchy Granola Suite », « I Wanna Be a Dancin' Man », « Percussion V », « Mr. Bojangles » et « Sing Sing Sing ». Une reprise de Dancin' devait être produite par la Roundabout Theatre Company au Studio 54 pour 2009, mais elle a été reportée à la saison 2009-2010, puis reportée indéfiniment.

## Reprise de Broadway en 2023
Il a été annoncé le 11 novembre 2022 qu'une reprise du spectacle, intitulée Bob Fosse's Dancin' et réalisée par le membre original de la distribution Wayne Cilento et produite par Joey Parnes par arrangement spécial avec Nicole Fosse, serait jouée au Music Box Theatre à Broadway, avec une première le 19 mars 2023.
 

## Acteurs de Broadway

### Distribution originale de Broadway de 1978
| - Gail Benedict - Sandahl Bergman - Karen G. Burke - René Ceballos - Christopher Chadman - Wayne Cilento - Christine Colby - Jill Cook - Gregory B. Drotar | - Vicki Frederick - Linda Haberman - Richard Korthaze - Edward Love - John Mineo - Ann Reinking - Blane Savage - Charles Ward - William Whitener |

### Distribution de la reprise de Broadway en 2023
| - Ioana Alfonso - Yeman Brown - Peter John Chursin - Dylis Croman - Jovan Dansberry - Karli Dinardo - Tony d'Alelio - Aydin Eyikan - Pedro Garza - Jacob Guzman - Manuel Herrera | - Afra Hines - Gabriel Hyman - Kolton Krouse - Mattie Love - Krystal Mackie - Yani Marin - Nando Morland - Khori Michelle Petinaud - Ida Saki - Ron Todorowski - Neka Zang |

## Réception critique
Dans sa critique pour le New York Times, Richard Eder écrit que le spectacle est conçu comme un spectacle musical : il n'y a pas de scénario. Il déclare qu'Ann Reinking est clairement la star et qu'elle est à son meilleur dans le point culminant de la soirée, "Benny's Number", qui recrée Benny Goodman et son groupe en utilisant "Sing, Sing, Sing". Il mentionne également plusieurs autres danses, telles que « Dancin' Man », avec l'ensemble des acteurs habillés de costumes « glace » et de chemises lavande; et « Fourteen Feet », où les chaussures sont clouées au sol et les danseurs se déplacent dans ces limites. Il résume en écrivant que « la précision et le style marquent la soirée à son meilleur », mais ils ne servent pas à grand-chose.
Clive Barnes, récemment transféré au New York Post, a déclaré à Fosse qu'il pensait que le show était « formidable » et « fantastique ».
La production pré-Broadway de 2022 a été saluée par le San Diego Union-Tribune, qui l'a qualifiée de « production spectaculaire de vue et de son. Et surtout, de danse » Le 19 mars 2023, une critique globalement favorable de la comédie musicale relancée a été rapportée dans le New York Times déclarant (en accord avec le style de danse de Fosse), que dans cette comédie musicale récemment mise à jour, « un mouvement vaut mille mots ».

## Prix et nominations

### Production originale de Broadway
| Année | Prix            | Catégorie                                                             | Candidat                        | Résultat   |
| ----- | --------------- | --------------------------------------------------------------------- | ------------------------------- | ---------- |
| 1978  | Tony Awards     | Meilleure comédie musicale                                            | Meilleure comédie musicale      | Nomination |
| 1978  | Tony Awards     | Meilleure performance d'un acteur principal dans une comédie musicale | Wayne Cilento                   | Nomination |
| 1978  | Tony Awards     | Meilleure performance d'une actrice dans une comédie musicale         | Ann Reinking                    | Nomination |
| 1978  | Tony Awards     | Meilleure mise en scène d'une comédie musicale                        | Bob Fosse                       | Nomination |
| 1978  | Tony Awards     | Meilleure chorégraphie                                                | Bob Fosse                       | Lauréat    |
| 1978  | Tony Awards     | Meilleure conception de costumes                                      | Willa Kim                       | Nomination |
| 1978  | Tony Awards     | Meilleure conception d'éclairage                                      | Jules Fisher                    | Lauréat    |
| 1978  | Prix Drama Desk | Comédie musicale exceptionnelle                                       | Comédie musicale exceptionnelle | Nomination |
| 1978  | Prix Drama Desk | Meilleur acteur dans une comédie musicale                             | Charles Ward                    | Nomination |
| 1978  | Prix Drama Desk | Chorégraphie exceptionnelle                                           | Bob Fosse                       | Lauréat    |
| 1978  | Prix Drama Desk | Conception d'éclairage exceptionnelle                                 | Jules Fisher                    | Lauréat    |

### Reprise de Broadway de 2023
| Année | Prix                    | Catégorie                                                       | Candidat                                            | Résultat   |
| ----- | ----------------------- | --------------------------------------------------------------- | --------------------------------------------------- | ---------- |
| 2023  | Prix de la Drama League | Reprise exceptionnelle d'une comédie musicale                   | Reprise exceptionnelle d'une comédie musicale       | Nomination |
| 2023  | Prix Drama Desk         | Conception d'éclairage exceptionnelle pour une comédie musicale | David Grill                                         | Nomination |
| 2023  | Prix Chita Rivera       | Meilleur danseur dans un spectacle de Broadway                  | Pierre-Jean Chursin                                 | Nomination |
| 2023  | Prix Chita Rivera       | Meilleur danseur dans un spectacle de Broadway                  | Dylis Croman                                        | Nomination |
| 2023  | Prix Chita Rivera       | Meilleur danseur dans un spectacle de Broadway                  | Jacob Guzman                                        | Nomination |
| 2023  | Prix Chita Rivera       | Meilleur danseur dans un spectacle de Broadway                  | Kolton Krouse                                       | Nomination |
| 2023  | Prix Chita Rivera       | Meilleur danseur dans un spectacle de Broadway                  | Mattie Amour                                        | Lauréat    |
| 2023  | Prix Chita Rivera       | Meilleur danseur dans un spectacle de Broadway                  | Khori Michelle Petinaud                             | Nomination |
| 2023  | Prix Chita Rivera       | Ensemble exceptionnel dans un spectacle de Broadway             | Ensemble exceptionnel dans un spectacle de Broadway | Lauréat    |